# Kindermuseum

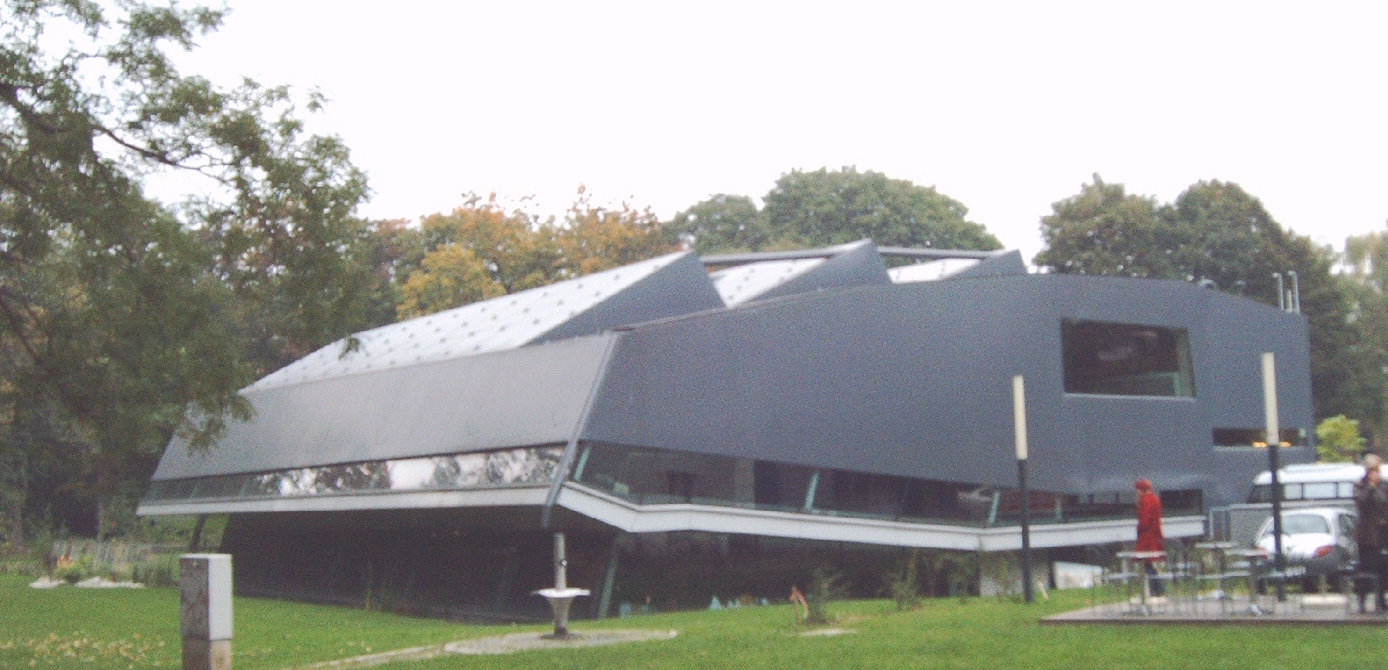
FRida&freD in Graz (Foto: 2006)

Ein Kindermuseum ist ein Museum, das auf die Bedürfnisse von Kindern zugeschnitten ist. Kindermuseen werden seit den 1990er Jahren in vielen Ländern vermehrt gegründet und unter museumspädagogischen Gesichtspunkten speziell auf die Zielgruppe der Kinder und Jugendlichen abgestimmt. Die meisten Kindermuseen widmen sich bestimmten Themen und bieten nochmals altersgruppendifferenzierte Führungen an. Dabei kommen Konzepte wie Learning by doing und Hands on, zu deutsch: Lernen durch Ausprobieren und Begreifen, zur Anwendung. Anders als in den meisten anderen Museen ist Anfassen nicht nur erlaubt, sondern ausdrücklich erwünscht. 
Ziel ist es, die Neugier und Kreativität der Kinder zu wecken, aber auch Interesse an Technik, Geschichte, Gesellschaft und vielem mehr. 
Zum Teil unterhalten auch konventionelle Museen eigene Abteilungen für Kinder. Im Gegensatz zum normalen Museum dienen Kindermuseen ausschließlich der Wissensvermittlung und nicht der Archivierung und Katalogisierung. „Kindermuseen für Erwachsene“ (und Kinder) sind die so genannten Science Center.

## Geschichte
Der Anfang dieser speziell für Kinder geschaffenen Museen geht auf das Jahr 1899 zurück. Am 16. Dezember öffnete William Henry Goodyear, der Direktor der Kunstsammlung des „Central Museums“, die Pforten des weltweit ersten Kindermuseums, des „Brooklyn Children's Museum“ in Brooklyn, New York. Von Anfang an war es ihm wichtig, den Kindern von Brooklyn und Queens einen Platz zu geben, an dem sie fühlen sollten, dass er speziell für sie geschaffen wurde und an dem ihre Interessen, ihre Neigungen, Bedürfnisse sowie Wünsche gehört und gefördert werden sollten.
Das „Brooklyn Children's Museum“ blieb nicht lange das einzige Kindermuseum in den USA. Bereits 1913 wurde das zweite Kindermuseum, das „Boston Children's Museum“ gegründet, und nur vier Jahre später entstand im US-Bundesstaat Michigan das „Detroit Children's Museum“.

## Ähnliche Projekte und Beispiele
1980 wurde in Nürnberg das erste mobile Kindermuseum Deutschlands gegründet: Das Museum im Koffer, das seit 2001 zusätzlich als festes Haus das Kinder- und Jugendmuseum Nürnberg betreibt.
An Universitäten und Fachhochschulen wurde das Modell der Kinderuniversität entwickelt, um Kindern die Wissenschaft einfach und verständlich zu vermitteln.
Zum Landesmuseum Württemberg (Stuttgart) gehört das Junge Schloss. Das Kindermuseum in Stuttgart, das sich seit Oktober 2009 in den ehemaligen Verwaltungsräumen im dritten Stock im Aufbau befindet. Es soll zu einem kultureller Erlebnisort für vier- bis zehnjährige Kinder und ihre Familien werden. Auf rund 300 m² entsteht eine Ausstellungsfläche, die durch Workshopräume und eine Küche ergänzt wird und einen Streifzug durch die Landesgeschichte von Baden-Württemberg bietet. Im Mittelpunkt der Startausstellung Geheimnisvolle Wunderkammer. Schatzsuche im Jungen Schloss steht eine herzogliche Wunderkammer aus der Renaissance. Hands-on Elemente, originale Objekte und weitere interaktive Vermittlungsebenen fordern zum Mitmachen und Ausprobieren auf. Die spielerische Umsetzung von Geschichte und Kultur lässt Vergangenes lebendig werden und weckt so Spaß am Museumsbesuch.
Zum Kindermuseum gehört der Kinderbeirat, eine Gruppe von Kindern ab acht Jahren, der alle zwei Monate seine Vorstellungen von einem Museum für Kinder einbringt. Gemeinsam mit dem Kinderbeirat werden wichtige Themen besprochen, die Ergebnisse werden bei der Planung des Kindermuseums berücksichtigt.
Im Schloss Schönbrunn entstand 2002 das Kindermuseum Schönbrunn unter dem Namen "Schloss Schönbrunn erleben". Ziel dieser Einrichtung ist es, Kindern die Bedeutung des UNESCO-Weltkulturerbes, zu dem das Schloss Schönbrunn seit 1996 zählt, auf eine spielerische und vereinfachte Art und Weise zu veranschaulichen. Mittels eines umfangreichen Angebots in Form von speziellen Führungen, Workshops und anderen Aktivitäten, werden Kinder in Schönbrunn mit dem Alltagsleben eines barocken Kaiserhofs des 18. Jahrhunderts und dem Leben von Kaiserin Maria Theresia vertraut gemacht.
In Bern stiftete der Orthopäde und Implantat-Entwickler Maurice Edmond Müller das Kindermuseum Creaviva als Teil des monografischen Museums Zentrum Paul Klee. Zweck des Museums ist es, Kindern, Jugendlichen und Erwachsenen auf dem Weg der praktischen Kunstvermittlung einen Zugang zu Kunst und Kultur zu ermöglichen. Im Zentrum der Tätigkeiten und Angebote des 2005 eröffneten Kindermuseums Creaviva steht daher nicht die Sammlung oder Ausstellung von Kunst, sondern die Vermittlung in Workshops, Ateliers und interaktiven Führungen. Dabei bezieht sich das Creaviva in der Gestaltung seiner Angebote auf die Werke, Techniken und Ideen Paul Klees und weiterer ausgestellter Künstlerinnen und Künstler im Zentrum Paul Klee.